# 根反の大珪化木

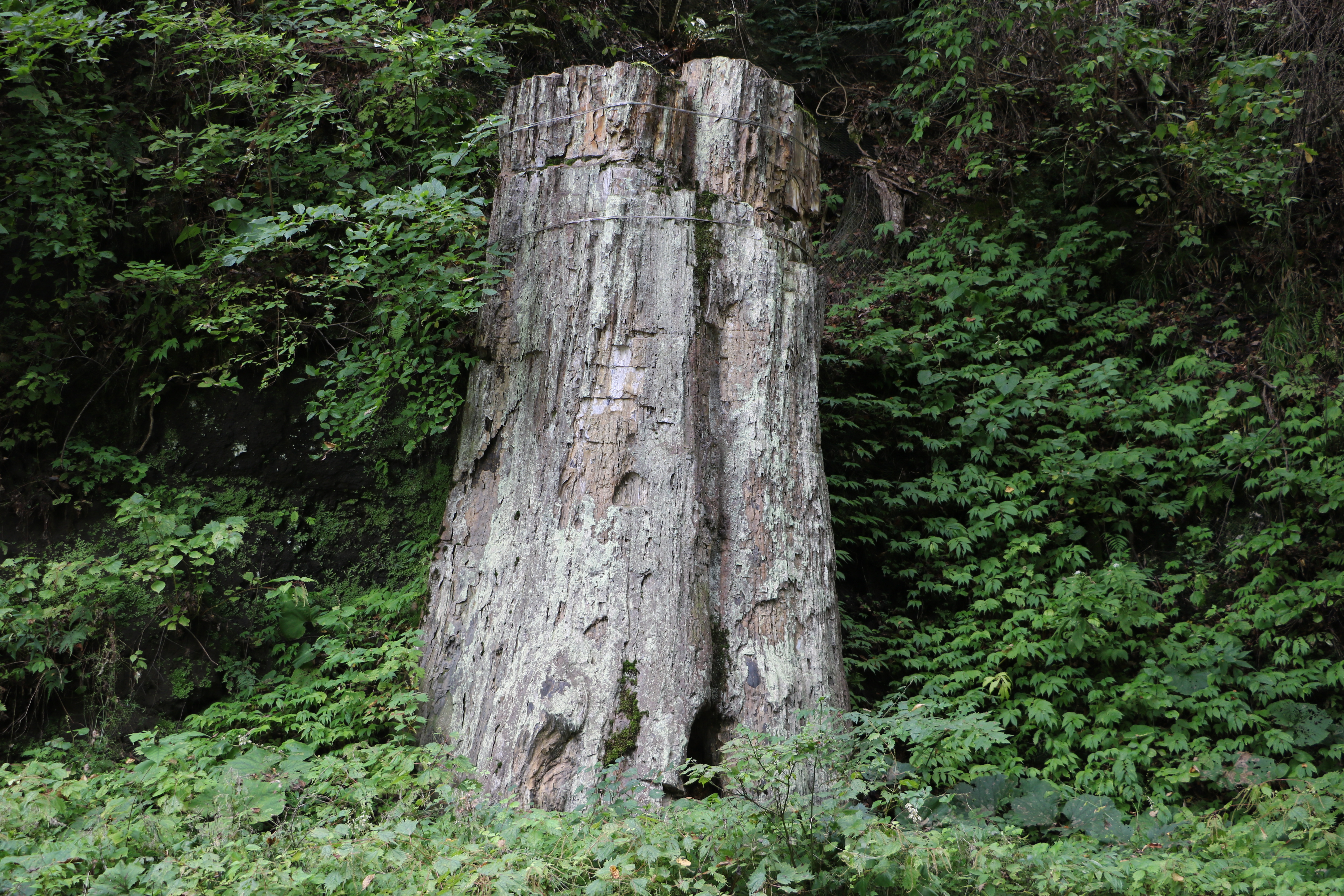
根反の大珪化木。2022年9月8日撮影。

根反の大珪化木（ねそりのだいけいかぼく）は、岩手県二戸郡一戸町根反字川向にある国の特別天然記念物に指定された巨大な珪化木である。
珪化木とは、地中に埋没した樹木の幹や根などにケイ酸分の多い地下水等がしみ込み、長期間の作用により酸化ケイ素に置換されることによって、材質全体が石化したもので、完全に置換されると年輪など植物組織がそのまま保存される一種の化石である。
日本国内では主に中生代後期から新生代にかけて珪化木が形成され、自然状態で地表面および水面に露出しているもの5件、地中（地層中）に含まれるもの1件、合計6件の珪化木が国の天然記念物に指定されており、このうち根反の大珪化木は唯一特別天然記念物に指定されている。根反の大珪化木は約1700万年前の新生代第三紀に降り積もった火山灰により埋もれ、立木の状態のまま珪化木になった珍しいもので、樹種は北米の太平洋岸に現存するセコイアメスギ 、もしくはレッドウッドの仲間とされる。
根反の大珪化木は当初、日本国内では絶滅したメタセコイアの一種Taxodioxylon sequoianumとされていたが、その後の研究によりT. sequoianumは、北米の太平洋岸に現存するSequoia sempervirens、一般にレッドウッドと呼ばれる樹木と同じものと考えられるようになった。今日の化石分類群区分では、現生属の範疇にあるものは現生属の下に記載した学名を用いた方が、一般的に分かりやすいことから、根反の大珪化木の樹種は現生種のレッドウッドに相当すると考えられている。

## 解説

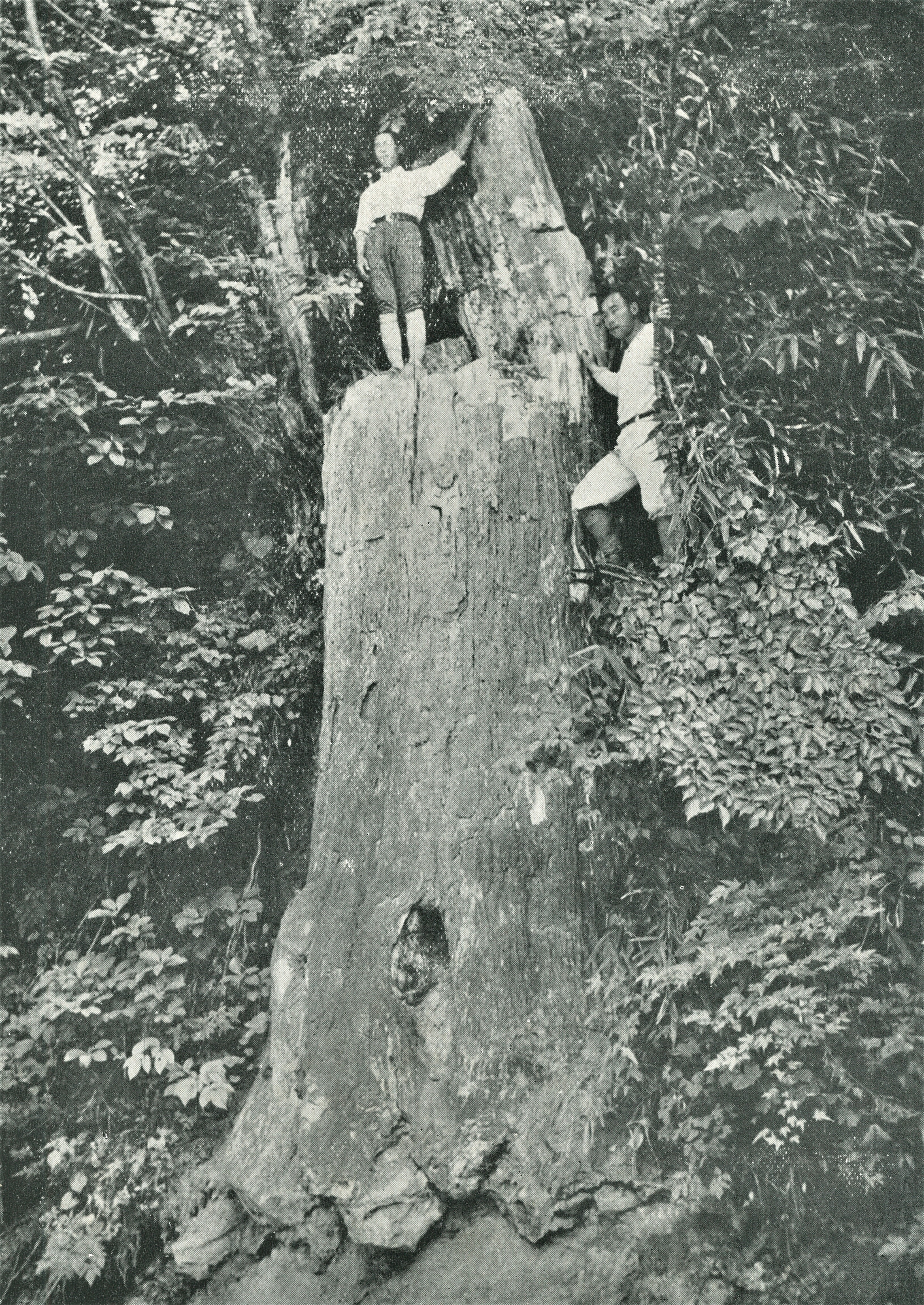
1940年（昭和15年）6月に撮影された根反の大珪化木。コンクリートで下部が固められる前の様子。人物と比較すると珪化木の巨大さがよく分かる。

根反の大珪化木は岩手県北部の二戸郡一戸町の根反（ねそり）地区にある。根反地区はかつて同郡浪打村と呼ばれていた場所で、IGRいわて銀河鉄道いわて銀河鉄道線一戸駅から南東方向へ約4キロメートルほどの場所に所在する。国の特別天然記念物に指定された根反の大珪化木は、同地区を流れる馬淵川水系の支流、根反川の左岸に面して立木のまま直立した状態で珪化木となった珍しいものであり、下部がコンクリートで固められる以前の高さは6.36メートル、直径1.8メートルという巨大なものである。
一戸町の東部から東南部にかけた一帯は新第三紀の珪化木が多く見られる場所として古くから知られており、特に馬淵川とその支流の平糠川との合流点と、同じく馬淵川支流の根反川上流部の河床には、保存状態の良い珪化木が多数露出していることから、これら一帯の河川敷は、指定名称「姉帯・小鳥谷・根反の珪化木地帯」として1941年（昭和16年）に国の天然記念物に指定されている。根反の大珪化木は、この珪化木地帯を代表する最大の規模を持つものであり、1936年（昭和11年）12月16日に、珪化木の所在する当地の9歩 (尺貫法)（約9坪）の範囲が国の天然記念物に指定され、1952年（昭和27年）3月29日には特別天然記念物に格上げされている。
根反の大珪化木は立木状態の単体としては日本国内最大の珪化木であり、直径1.8メートル、現存する高さ6メートルという巨大なもので、目通り幹周囲は約7メートルもあり、輪を作って囲むには大人4人が手を広げ合わせなければならないという。馬淵川支流の根反川の左岸、一戸町根反字川向の標高約250メートルに所在し、根反川の侵食により崩れかけた崖に露出して直立しており、1970年代頃に崖の上方から土砂が押し出して珪化木の上部が破損するなどの被害が発生したため、1974年（昭和49年）に上部の復元修理と周囲の崖崩れ防止工事が実施され、珪化木の基部はコンクリートで固められ保護されている。なお私有地にあるため、根反の大珪化木は個人所有の特別天然記念物である。
根反の大珪化木の樹種はセコイア属針葉樹の一種Taxodioxylon sequoianum（絶滅種: 前期ジュラ紀 - 前期始新世〈189.6 - 55.8 Ma〉） である。一戸町一帯の珪化木を最初に記載した東京大学理学部植物学教室の亘理俊次は、1940年（昭和15年）6月に当地を訪れ、周辺一帯に多産する珪化木の材化石（fossil wood、化石分類群を参照）を組織的（解剖学的）に調べ、広葉樹を含む9種を明らかにし、そのうち7種を新種記載しているが、根反の大珪化木の組織はすでにTaxodioxylon sequoianumとして記載の範囲内にあったため亘理による詳細な記載は行われていない。
T. sequoianumは、かつてメタセコイアの仲間の絶滅種とされていたが、そうではないことが分かってきており、北米カリフォルニア州中北部で巨樹の森をつくる樹種として知られ現生するレッドウッド、セコイア（英: Sequoia [sɨˈkwɔɪ.ə]、学名: Sequoia sempervirens）と同じものであると考えられるようになった。葉の形状は似ているものの、メタセコイアは冬になると落葉するのに対し、レッドウッド（セコイア）は常緑針葉樹である。
1700万年前の一戸町の一帯は、常緑針葉樹の巨木の茂る広大な森林地帯であったと考えられ、今日では根元付近がコンクリートで固められているため観察できないが、直立する樹幹の根の部分はシルト層であることが多く、当時の森林が立木のまま火山砕屑岩類で覆われた産状を示している。根反の大珪化木周辺の珪化木が含まれる地層のすぐ下部には海成層があるため、すぐ近くには海が存在していたことが分かる。このことから当時の一戸町一帯には、海岸に近い温暖な気候を好んで生育するレッドウッドの生育に適した環境が広がっていたと考えられている。

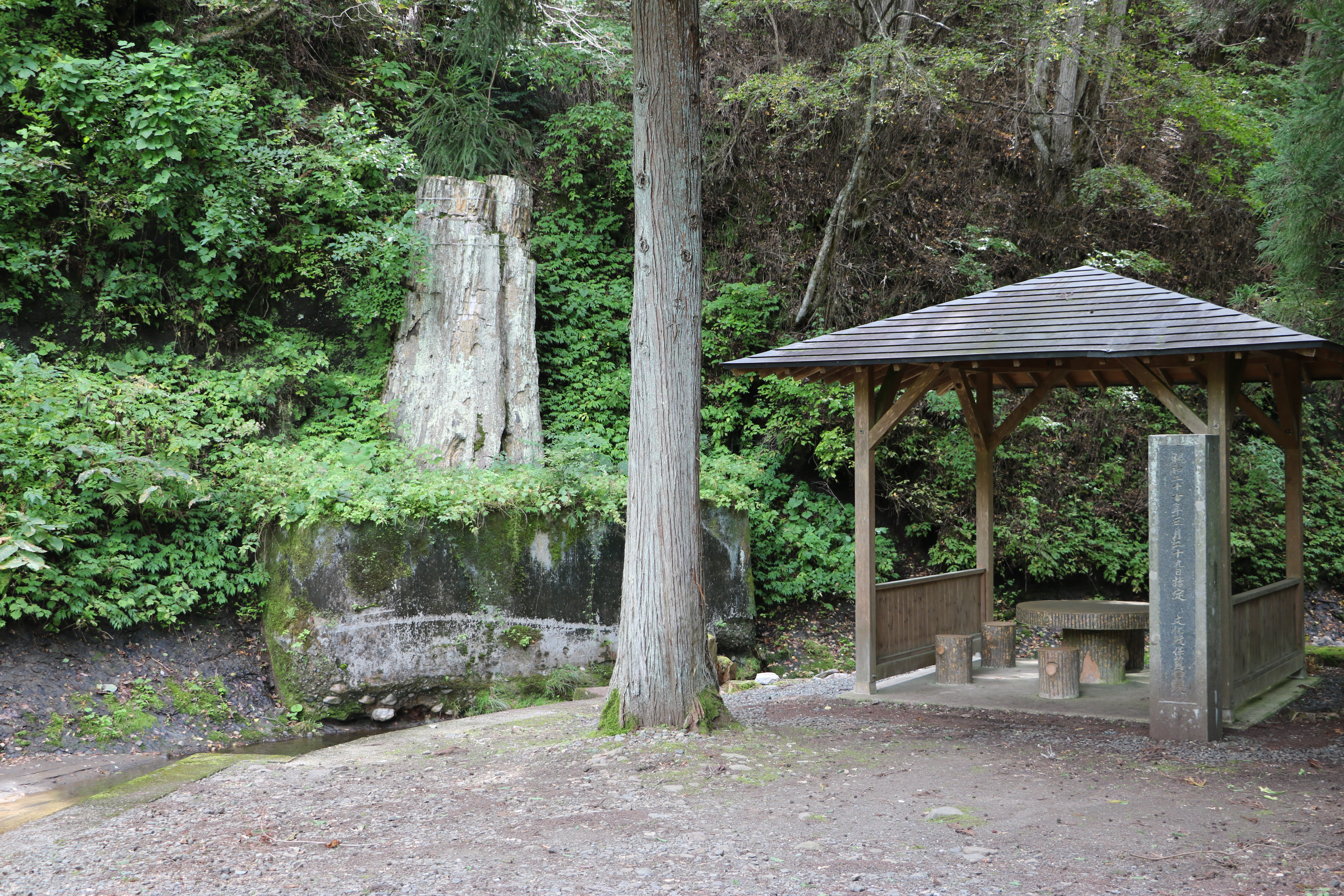
根反の大珪化木の全景。東屋が設けられ、天然記念物指定の石碑と解説板が設置されている。
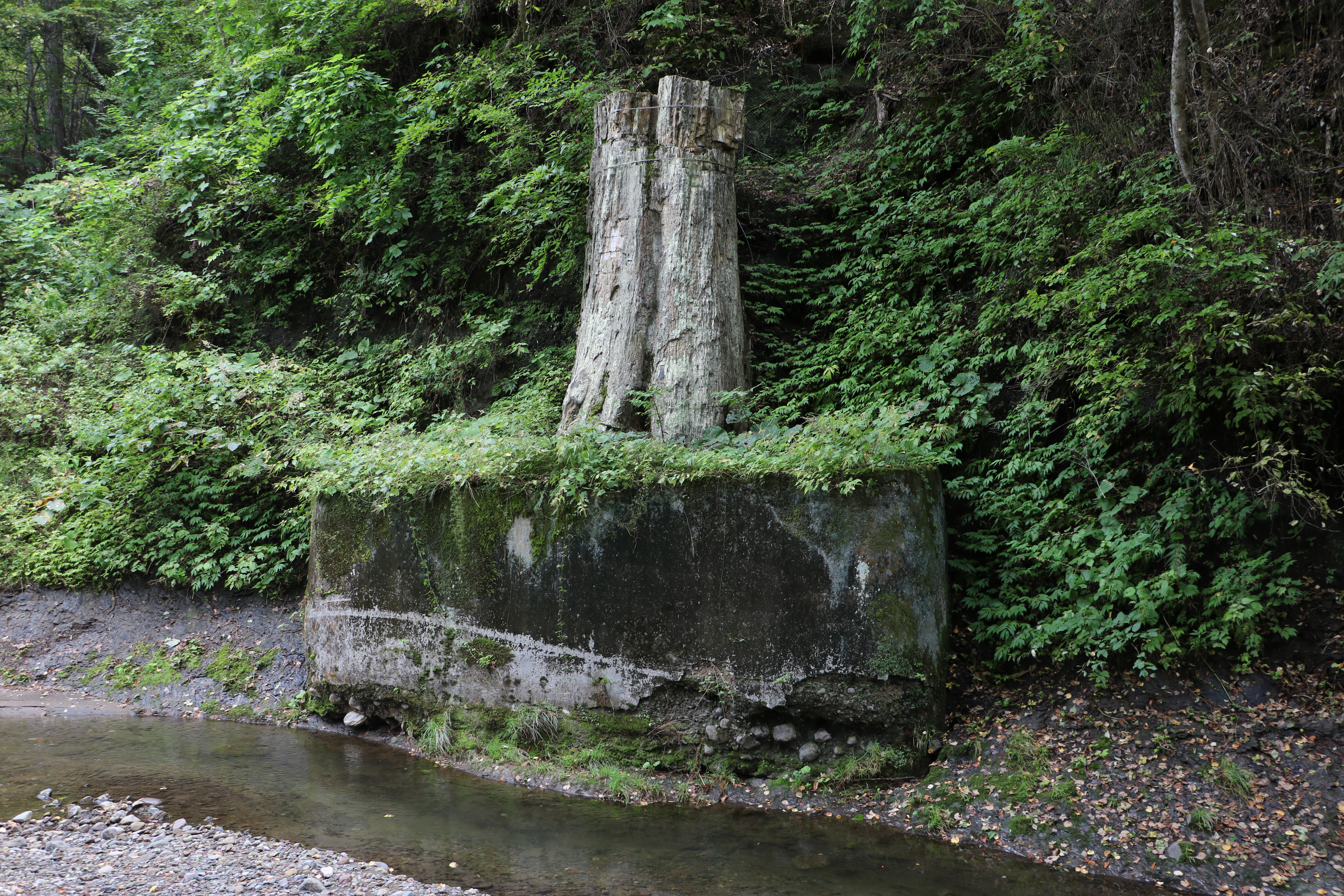
根反川沿いに直立し、下部はコンクリートで固められている。2022年9月8日撮影。
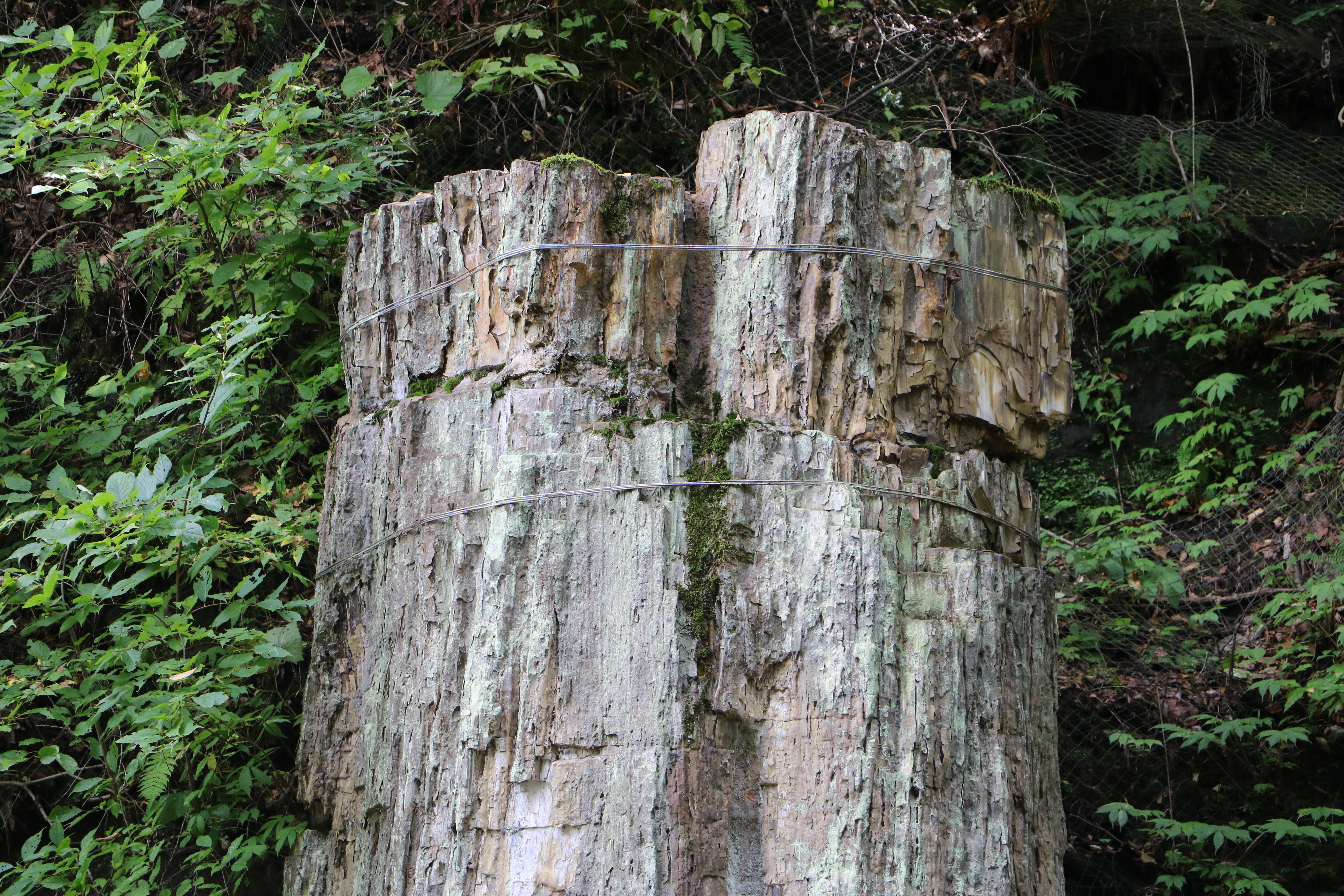
根反の大珪化木の上部。2022年9月8日撮影。
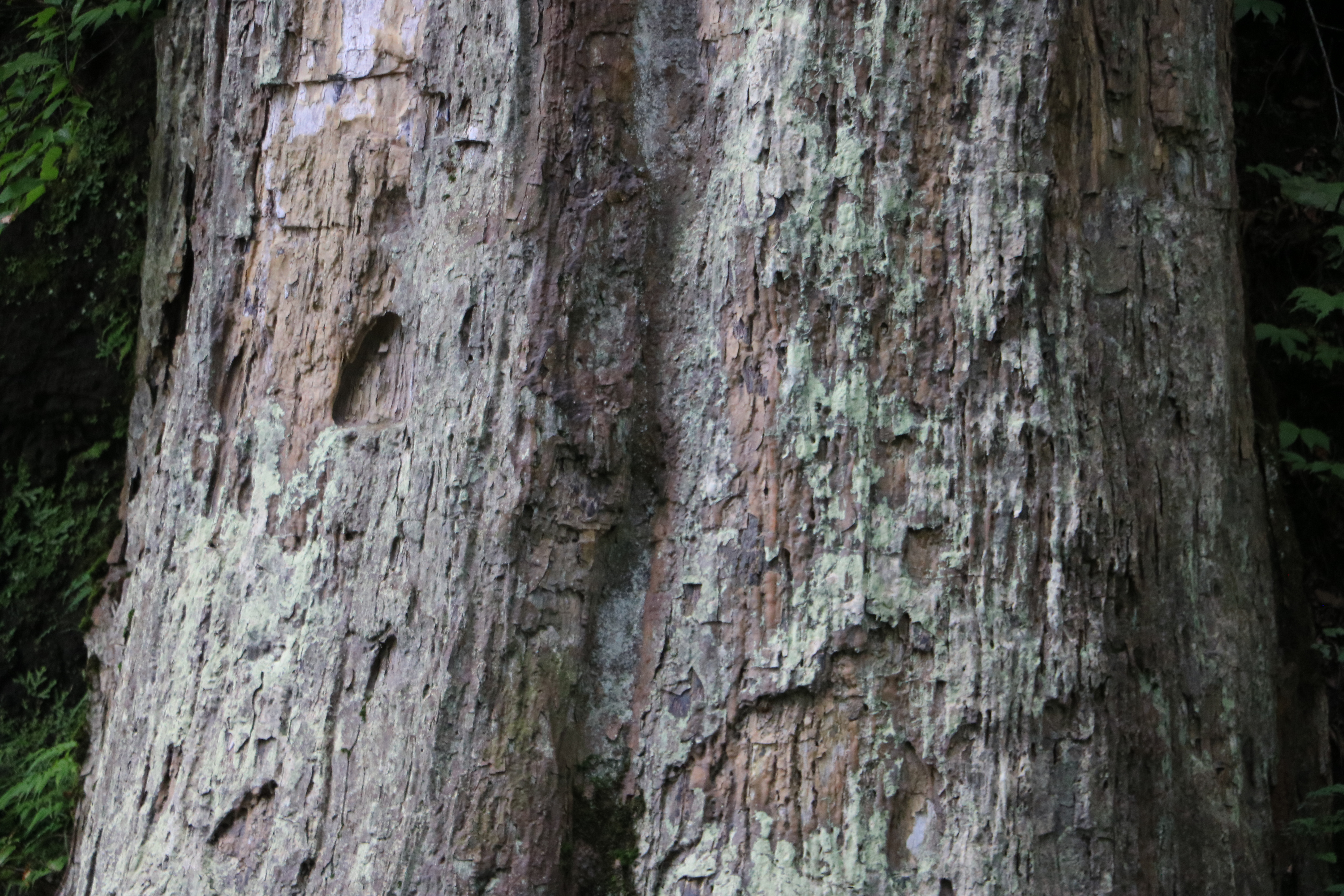
根反の大珪化木の表面の拡大。2022年9月8日撮影。

## 交通アクセス
- 所在地
  - 岩手県二戸郡一戸町根反字川向
- 交通
  - IGRいわて銀河鉄道いわて銀河鉄道線一戸駅下車。車で約15分。
  - 八戸自動車道一戸インターチェンジより車で約15分。